# Йоган III Бернуллі
Йоганн III Бернуллі (4 листопада 1744, Базель — 13 липня 1807, Берлін) — астроном і математик швейцарського походження, який тривалий час працював в Німеччині. Член відомої наукової сім'ї Бернуллі. Директор Берлінської обсерваторії, член Берлінської академії наук.

## Біографія
Іоанн III був старшим сином Йоганна II Бернуллі та онуком Йоганна I Бернуллі з роду Бернуллі. У ранньому віці він об'їздив майже всі країни Європи.
У 1764 році він став п'ятим членом родини Бернуллі, обраним до Берлінської академії. Як королівський астроном, він очолив Берлінську обсерваторію. У 1778 році він також став членом Данцигського природничого товариства. У грудні 1776 став почесним членом Російської академії наук у Петербурзі. Публікував різноманітні математичні та астрономічні праці. З 1781 по 1784 роки він опікувався спадщиною Йоганна Генріха Ламберта.
Бернуллі був похований у 1807 році на старому кладовищі біля Старого ринку в Кепеніку біля Берліна. Кладовище закрили до 1811 року, тому його вдову Кароліну Софі, уроджену фон Темпельгоф (1763, Лейпциг — 1829, Берлін), поховали на цвинтарі парафії Святого Лаврентія, відкритому в 1811 році. Ймовірно, останки Бернуллі перевезли до місця поховання його дружини. Діти Бернуллі спорудили на могилі батьків чавунний надгробок у формі хреста за проєктом Карла Фрідріха Шінкеля. Хоча зараз вона цей надгробок встановлений в іншому місці, у 1981 році він був відреставрований і зберігся дотепер.

## Роботи
- Recueil pour les astronomes. 3 Bände und 1 Supplementband, Berlin 1771—1779.
- Reisen durch Brandenburg, Pommern, Preussen, Curland, Russland und Pohlen in den Jahren 1777 und 1778. Band I, Leipzig 1779.
- Sammlung kurzer Reisebeschreibungen. 18 Bände, Berlin 1781—1786 (Digitalisat).
- Archiv zur neueren Geschichte, Geographie, Natur- und Menschenkenntnis. 8 Bände, Leipzig 1783—1788. (1. Theil), (3. Theil), (Digitalisat 4. Theil), (6. Theil)